# Caelan Doris
Caelan Doris (* 2. dubna 1998 Ballina) je ragbista hrající na pozici vazače nebo levého rváčka za irský klub Leinster a irskou reprezentaci. 
V roce 2024 byl v nominaci na nejlepšího ragbistu světa. V roce 2023 byl vybrán World Rugby do nejlepší ragbyové sestavy světa. S irskou reprezentací vyhrál v roce 2023 a 2024 Six Nations. Byl jmenován kapitánem své země na listopadové přátelské zápasy v roce 2024.
Od dubna 2018 hraje za Leinster. S klubem vyhrál v letech 2018 až 2021 ligu PRO12. V roce 2018 vyhrál s klubem i Evropský pohár mistrů. V září 2024 byl jmenován kapitánem Leinsteru. Jako kapitán vyhrál v sezóně 2024/25 United Rugby Championship.  